# コーラス (音響機器)
コーラスとは、エレクトリック・ギターやエレクトリック・ベースで一般的に使用されるエフェクターであり、12弦ギターのような音の効果から、艶やかな音を出すなど、幅広い音の装飾を得られるものである。
設定によって、ギター2本で弾いているような、一度の演奏でステレオ効果や複数演奏であるユニゾン効果が得られる。仕組みは、「フランジャー」と基本的には同じで、2つの音のずれを利用したものである。また、ベースに使用すると、フレットレスベースなどに顕著な、「ボワーン」という音も得られる。後述する「ピッチシフター」でも聴感上は似たような効果が得られる。「同じ波形を時間的に微妙にずらす」か、「同じ波形に対し周波数をわずかに平行に動かす、すなわち音程を微妙にずらす」かの違いである。
コーラスは、フェイザーやフランジャーと同じくモジュレーション系のエフェクターとして取り扱われているが、フェイザーやフランジャーを使う際には基本的にエフェクトを目立つようにかけるように設定するが、コーラスはむしろ淡く、ほんのり効いているように設定するのが基本である。前二者が時としてどぎつい効果を求めて用いられるのに対して、コーラスは穏やかもしくは爽やかな効果を求めて用いられるのが常である。ギターのみならずボーカルやブラスなど、幅広いパートに対して艶を出す目的で使われる。
やや高度な設定として、楽器から直接コーラスに入力するのではなく、いったんリバーブレーターを通して残響音だけをコーラスに入力する方法がある。コーラスは原音がぼけやすくなることもあるが、残響音だけにコーラスの効果を与えることで原音はよりはっきりと、エフェクトのかかった音はより空間的な広がりを得ることができる。この方法をボーカルパートに対して採れば、より幻想的な聴感を得ることができるため、音楽のみならずアニメーションなどでも時折用いられる。

## 動作原理と構造
コーラス効果は遅延素子によって数十msec程度遅れた音声信号に対してLFOで周期的な遅延時間の揺らぎを与え、原音と空間上または回路上でミックスすることで実現される。一般にエフェクト音から入力に対してのフィードバックはかけない。ステレオ･コーラスの場合は片方のチャンネルから「原音＋エフェクト音（正相）」を、もう片方のチャンネルから「原音＋エフェクト音（逆相）」を出力させることで効果が生み出される。なお、原音をカットし、エフェクト音のみを出力した場合、それはヴィブラート効果となる。
遅延素子としてはBBD（アナログ素子）あるいはメモリIC（デジタル素子）が用いられる。
上記の方法の他に、ピッチシフターを数セントずらして原音とミックスすることでも、似たような効果が得られるが、この場合は上記方法のような音の揺れが無い（デチューン効果）。
原理としては前述の通りフランジャーエフェクトとほぼ同じであり、その違いはエフェクト音の遅延の長さとフィードバック回数などによる。よって、設定の細かいコーラスではフランジャーに似たサウンドを作ることも出来、反対に設定の細かいフランジャーではコーラスのようなサウンドも作成可能。実際、「コーラス/フランジャー」として一台に集約された機器や、マルチエフェクタ類ではプリセットが「コーラス/フランジャー」として同一エフェクトとされていることも多い。

## 歴史と代表機種
- エフェクターとしてのコーラス効果を広めたのはローランドのギターアンプであるジャズコーラスと、単品で効果を与えるCE-1であった。
- 後にスタジオ用のラックマウント型としてディメンジョンSDD-320が発売され、音楽録音の現場でこの分野のデファクトスタンダードとなった。
- 1960年代終わり頃、ビートルズのジョージ・ハリスンがレスリースピーカー（Leslie speaker）のプリアンプ部に直接ギターを繋ぎ、レスリースピーカーのローター効果による音の揺らぎをコーラス効果として利用していた。後にレッド・ツェッペリンのジョン・ポール・ジョーンズが「ハート・ブレーカー」のベースでもレスリースピーカーに通したサウンドでコーラス効果が効いたベース・サウンドを作り出していた。
- t.c.electronic社製のコーラスは独特の繊細なコーラス効果で、いまだにスタジオ・ミュージシャンの間では絶大な人気を誇るクリーン系コーラス。特に有名なのがパット・メセニーのサウンドで、1970年代終わり頃から1980年代に掛けては定番のコーラス・サウンドとしてのお手本となった。

### その他のコーラスエフェクターを提供している主なブランド
- BOSS
- Electro-Harmonix
- Ibanez - 星野楽器
- ZOOM

## コーラスを用いた代表的な楽曲
ここではエフェクターとしてのコーラスを用いた代表的な楽曲を記載する。記載は楽曲名 / アーティストの順とする。
- Smells Like Teen Spirit / Nirvana: Electro-Harmonix製Small Cloneを終始使用
- ロビンソン / スピッツ: イントロやサビのギターによるアルペジオをコーラスによって奏でている